# Bydgoszcz Główna
Bydgoszcz Główna – stacja kolejowa i jeden z największych dworców kolejowych w Polsce oraz największy w województwie kujawsko-pomorskim. Według klasyfikacji PKP ma najwyższą kategorię Premium.

## Ruch pasażerski
| Rok  | Wymiana roczna | Wymiana pasażerska na dobę | miejsce w Polsce |
| ---- | -------------- | -------------------------- | ---------------- |
| 2017 | 4 400 000      | 12 000                     | 15               |
| 2018 | 12 300 000     | 4 500                      | 18               |
| 2019 | 4 900 000      | 13 400                     | 15               |
| 2020 | 3 100 000      | 8 400                      | 15               |
| 2021 | 3 600 000      | 9 900                      | 15               |
| 2022 | 5 110 000      | 14 000                     | 15               |
| 2023 | 5 767 000      | 15 800                     | 14               |

## Historia

### Budynek pierwotny z 1851
Pierwszy budynek dworca kolejowego w Bydgoszczy powstał w 1851, podczas budowy Pruskiej Kolei Wschodniej z Krzyża do Królewca. 25 lipca 1851 na dworcu odbyła się oficjalna uroczystość otwarcia odcinka kolei wschodniej Krzyż-Bydgoszcz (145 km), z udziałem króla Prus Fryderyka Wilhelma IV. Przed udekorowanym dworcem odbyło się widowisko, podczas którego wystąpił w strojach regionalnych zespół ludowy z Kujaw, który śpiewał po polsku. Pierwszy pociąg dostępny dla ogółu podróżnych odjechał z Bydgoszczy 27 lipca 1851 roku. W 1853 do zabudowań dworca przeniesiono z kamienic przy Nowym Rynku urzędników Dyrekcji Kolei Wschodniej.
W miarę rozwoju połączeń kolejowych i wzrostu przewozów pojawiła się konieczność rozbudowy dworca kolejowego. Jedną z istotnych przyczyn rozbudowy była konieczność zapewnienia odpowiedniej bazy lokalowej dla rozrastającej się Dyrekcji Kolei Wschodniej w Bydgoszczy, która zarządzała budową, eksploatacją i prowadzeniem ruchu kolejowego we wschodnich prowincjach Prus (na wschód od Berlina).

### Pierwsza rozbudowa w 1861
Pierwszą rozbudowę dworca zrealizowano w 1861, podczas budowy pruskiego odcinka Kolei Warszawsko-Bydgoskiej. Do istniejącego gmachu dobudowano wówczas masywne skrzydła zamkowe.
Powstał trójkondygnacyjny budynek, z czterokondygnacyjnymi, wieżowymi ryzalitami bocznymi oraz wysuniętą częścią środkową z arkadowym portykiem.
Całość elewacji była zwieńczona gzymsem konsolowym, a partie ryzalitów ozdobione tralkową attyką z akroterionami.
W 1861 między budynkiem a ul. Zygmunta Augusta (wówczas Friedrich-Wilhelm-Straβe) założono tzw. skwer dworcowy o powierzchni 0,4 ha. Miał on układ tarasowy, ozdobiony był murkami, schodkami, płotkami i murowaną pergolą. Trzy poziomy zieleńca połączono schodami.

### Druga rozbudowa w 1870
Z powodu znacznego wzrostu ruchu pasażerskiego, mimo olbrzymiej kubatury, gmach nie spełniał dobrze roli budynku dworcowego. W związku z tym w 1870 równolegle do niego, u wylotu ul. Dworcowej, wybudowano klasyczny dworzec kolejowy, w którym zlokalizowano kasy biletowe, odprawę bagażu oraz wejścia do podziemnych przejść na poszczególne perony. Nowy budynek, tzw. dworzec zewnętrzny nawiązywał do stylistyki starszego budynku poprzez podobne ryzality i kształt otworów okiennych i drzwiowych.
Dotychczasowy gmach zamieniono na poczekalnię, restaurację, a na piętrach zlokalizowano biura administracji Dyrekcji Kolei Wschodniej.
Przed nowym dworcem założono zieleniec dworcowy o powierzchni 0,35 ha.
W latach 1872–1875 przy dworcu zbudowano również Urząd Ekspedycji Pocztowej.
W 1888 dworzec połączono z centrum miasta linią tramwajową wzdłuż ulicy Dworcowej, początkowo o trakcji konnej, a od 1896 elektrycznej.
W 1889 urzędnicy Dyrekcji Kolei opuścili budynki dworca, przenosząc się do nowo zbudowanego, reprezentacyjnego gmachu przy ul. Dworcowej.

### Odbudowa budynku dworcowego w latach 1910–1915
W 1910, po pożarze dworca, przystąpiono do jego odbudowy w formie nowego gmachu. Odbudowę zakończono w 1915 roku.
Nowy budynek był masywnym, prostopadłościennym gmachem krytym dachem namiotowym. W kubicznej wieży pośrodku dachu zlokalizowano duży zegar. Na placu przed dworcem nadal zachowano ozdobny zieleniec, który stanowił wizytówkę miasta dla przyjezdnych. Został on przebudowany w 1926, zyskując bardziej reprezentacyjną formę. W takiej formie budynek dworca przetrwał okres międzywojenny i II wojnę światową. W latach 1936–1937 w miejscu dawnego Urzędu Ekspedycji Pocztowej (ul. Zygmunta Augusta 3) zbudowano Urząd Pocztowy Bydgoszcz 2.

### Przebudowa w latach 1965–1972
Ostatnią (do roku 2014) przebudowę dworca wykonano na przełomie lat 60. i 70. XX wieku, nadając mu współczesną formę. Usunięto wówczas stromy dach budynku wraz z wieżą zegarową oraz przeszklono elewację frontową. Wykonano również przejście podziemne do dworca pod ul. Zygmunta Augusta. Oficjalne oddanie budynku do użytku nastąpiło w roku 1966, natomiast faktycznie prace trwały do roku 1972.
W okresie powojennym zlikwidowano również zieleniec przed dworcem, urządzając w jego miejscu parking dla samochodów i autobusów. W 2012 miejsca postojowe zostały przeniesione na nową pętlę przy ulicy Rycerskiej, a w ich miejscu poprowadzono tory nowej linii tramwajowej.
Na budynku znajdowały się dwie tablice pamiątkowe: pierwsza, odsłonięta we wrześniu 2003, upamiętniała 70. rocznicę budowy i eksploatacji magistrali węglowej; druga, odsłonięta 3 czerwca 2007, poświęcona była Pamięci 12 ofiar, 26 ciężko poszkodowanych w katastrofie kolejowej pod Ślesinem 3.06.1972. Jej fundatorem był Andrzej Skibicki – uczestnik wypadku. Obecnie tablice te znajdują się w podziemiu budynku.
Mieszcząca się do 2012 roku przy III peronie Izba Tradycji Bydgoskich Dróg Żelaznych, prowadzona przez Bydgoskie Towarzystwo Przyjaciół Kolei, została przeniesiona do budynku dworca Bydgoszcz Wschód, po czym w 2019 powróciła w pierwotne miejsce. Nieopodal izby postawiony został jedyny zachowany w Polsce egzemplarz lokomotywy TKp1-46.

### Modernizacja w latach 2014–2015

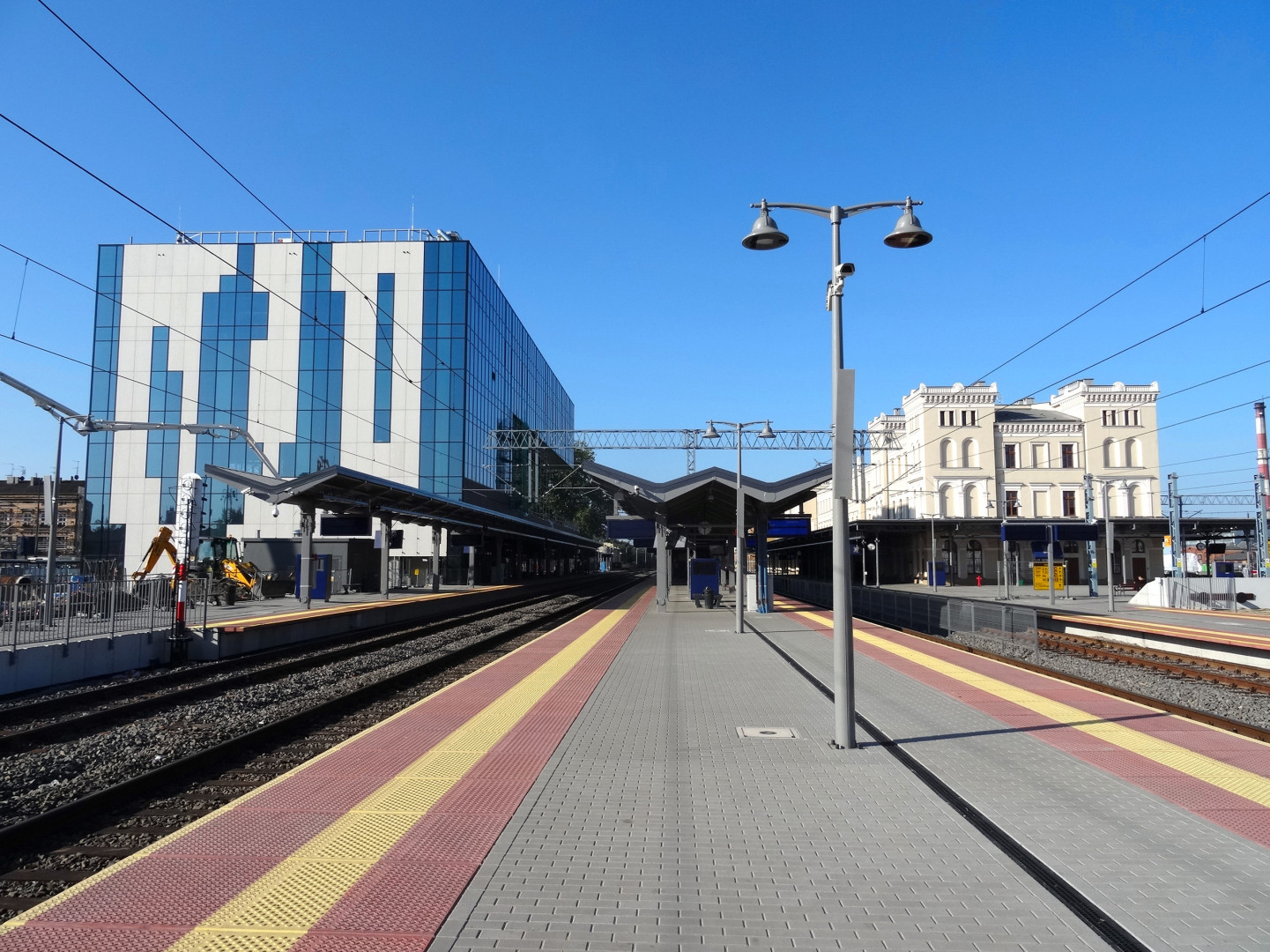
Widok z peronu: po lewej terminal zewnętrzny, po prawej dworzec wyspowy

W latach 2014–2015 kosztem 164 mln zł dokonano kompleksowej przebudowy dworca głównego. Autorem projektu jest Przedsiębiorstwo Organizacji Inwestycji Allplan Sp. z o.o., które przedstawiło 4 koncepcje realizacji inwestycji o nazwach „Inside-outside”, „Wehikuł czasu”, „Clockwork station” oraz „Węzeł przesiadkowy”. Zrealizowano pierwszą z koncepcji, która zakładała odrestaurowanie starego dworca wyspowego, odtworzenie podziałów oraz budowę nowego, 5-kondygnacyjnego obiektu przy ulicy Zygmunta Augusta o szklanej fasadzie (3409 m²), kubaturze 40.065 m³ (dotychczasowy obiekt miał 16.837 m³). Na najwyższej kondygnacji umieszczono biura, na najniższej – 9 kas biletowych oraz tunel prowadzący na perony. Pomiędzy kondygnacjami znalazł się prześwit, odsłaniający odrestaurowany budynek dworca wyspowego. Podwyższone zostały również perony, znajdujące się do tej pory na poziomie 30 cm ponad główką szyny – perony 1, 2 i 5 do wysokości 55 cm, a znajdujące się przy zabytkowym budynku dworca wyspowego perony 3 i 4 o około 10 cm.
28 maja 2014 PKP podpisało umowę na przebudowę z konsorcjum Budimexu SA i PW Lech, które za kwotę 165 mln zobowiązało się do realizacji inwestycji do listopada 2015 roku. 13 kwietnia 2015 nad bryłą nowego budynku zawisła tradycyjna wiecha.
25 czerwca 2014 dawny dworzec zamknięto, po czym przystąpiono do jego rozbiórki. Trwała ona zaledwie cztery dni od 30 czerwca do 3 lipca 2014, przy czym zasadniczą część budynku zburzono 2 lipca 2014. W czasie przebudowy odprawa podróżnych odbywała się w prowizorycznym budynku kontenerowym, a ruch pieszych na perony odbywał się dawnym tunelem pocztowym. Nowy obiekt, mimo trwających prac wykończeniowych, został oddany do użytku podróżnych 24 sierpnia 2015 roku. 10 października 2015 nowy dworzec został oficjalnie otwarty, pomimo tego, że prace przy przebudowie peronu 5 zostały zakończone dopiero w połowie listopada 2015 roku.
Wraz z przebudową obiektu perony 3a i 4a zostały pozbawione wiat, a poziom podłogi budynku dworcowego został podwyższony powyżej poziomu ul. Zygmunta Augusta, co utrudniło dostęp do budynku dla osób niepełnosprawnych.
Jednocześnie miasto przystąpiło do budowy nowych wejść do przejścia podziemnego od strony przystanków autobusowych i tramwajowych wraz z nieistniejącymi dotąd windami. Wykorzystany w dotychczasowych konstrukcjach przezroczysty poliwęglan został zastąpiony przez szkło hartowane o odcieniu szaro-niebieskim. Oświetlenie wejść, nad którymi pojawiły się podświetlane napisy, zapewniły listwy LED. Wyremontowany kosztem 1,4 mln zł odcinek przejścia podziemnego oddano do użytku na przełomie 2015 i 2016 roku.
19 marca 2016 w holu dworca została odsłonięta tablica z 1931, upamiętniająca przybycie do Bydgoszczy marszałka Piłsudskiego 6 czerwca 1921 o 9 rano. Zniszczoną w 1939 tablicę zrekonstruowano z inicjatywy Towarzystwa Miłośników Miasta Bydgoszczy. Wykonana z białego marmuru zawiera napis i plakietę z popiersiem marszałka z brązu.
Odnowiona elewacja dworca wyspowego otrzymała w 2018 wyróżnienie w 11. edycji konkursu Fasada Roku w kategorii „Budynek po renowacji”. Jury doceniło odtworzenie historycznego wyglądu budynku: przebudowę dachu, odbudowę wież, przywrócenie oryginalnych otworów okiennych i odtworzenie sztukaterii.
2 lutego 2022 bydgoskiemu dworcowi nadano imię Mariana Rejewskiego.

## Dojazd
Od 6 grudnia 2020 do stacji Bydgoszcz Główna można dojechać następującymi liniami autobusowymi:
- 54 (Błonie - Piaski, wybrane kursy przez ul. Pileckiego, wybrane kursy do Smukały);
- 57 (Błonie - Dworzec Główny);
- 67 (Łęczycka - Rycerska);
- 71 (Morska - Rekinowa);
- 77 (Morska - Niklowa);
- 79 (Glinki - Rycerska);
- 80 (Port Lotniczy - Dworzec Główny);
- linią nocną 31 (Łoskoń Zajezdnia - Osiedle Leśne);
- linią nocną 33 (Niepodległości - Piaski);

tramwajowymi:
- 5 (Łoskoń - Rycerska)
- 8 (Rycerska - Kapuściska)
- 9 (Rycerska - Glinki).

## Linie kolejowe przechodzące przez stację

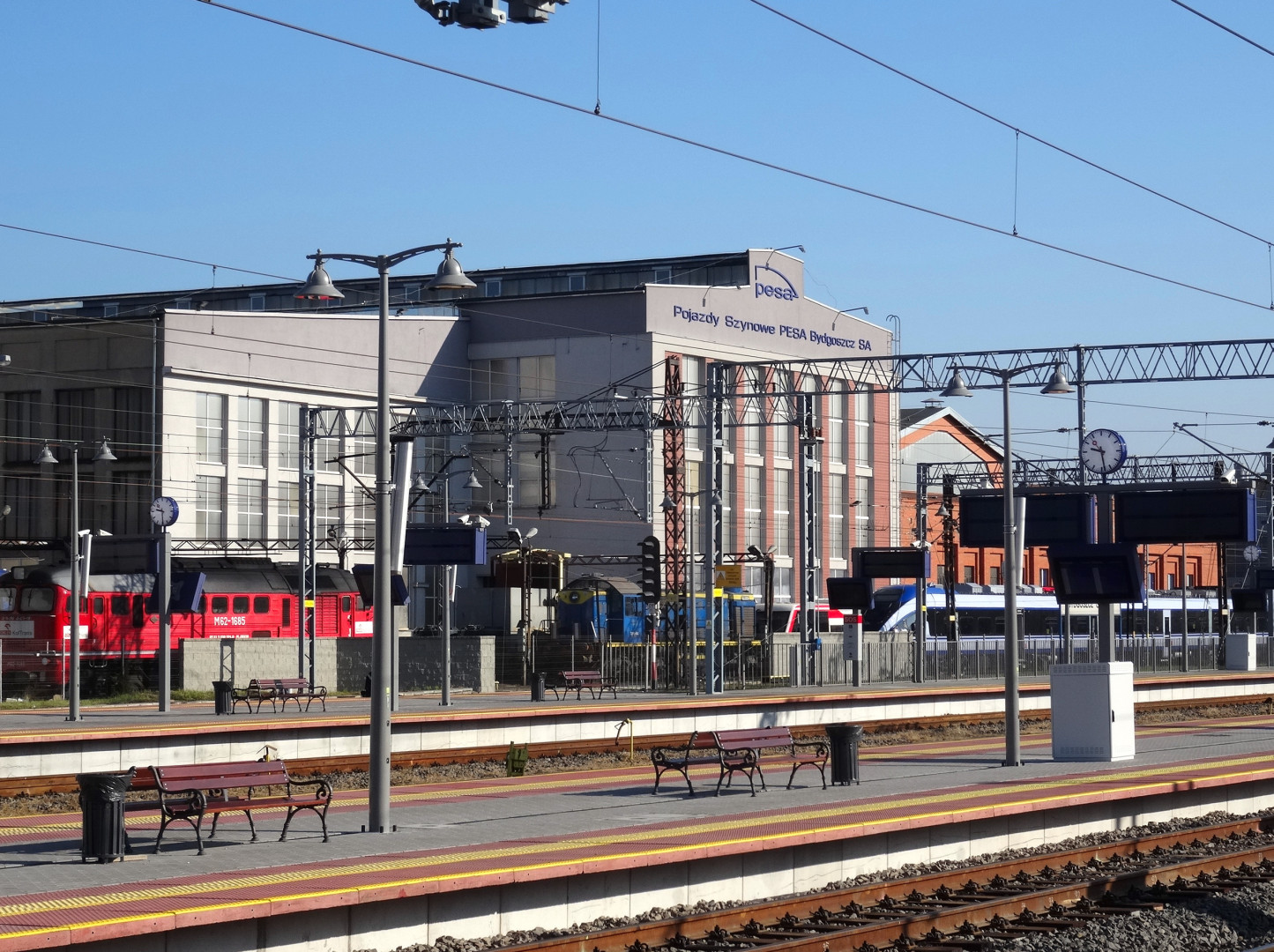
Sąsiadujące z dworcem zakłady Pojazdy Szynowe Pesa Bydgoszcz produkujące m.in. tramwaje i inne pojazdy szynowe

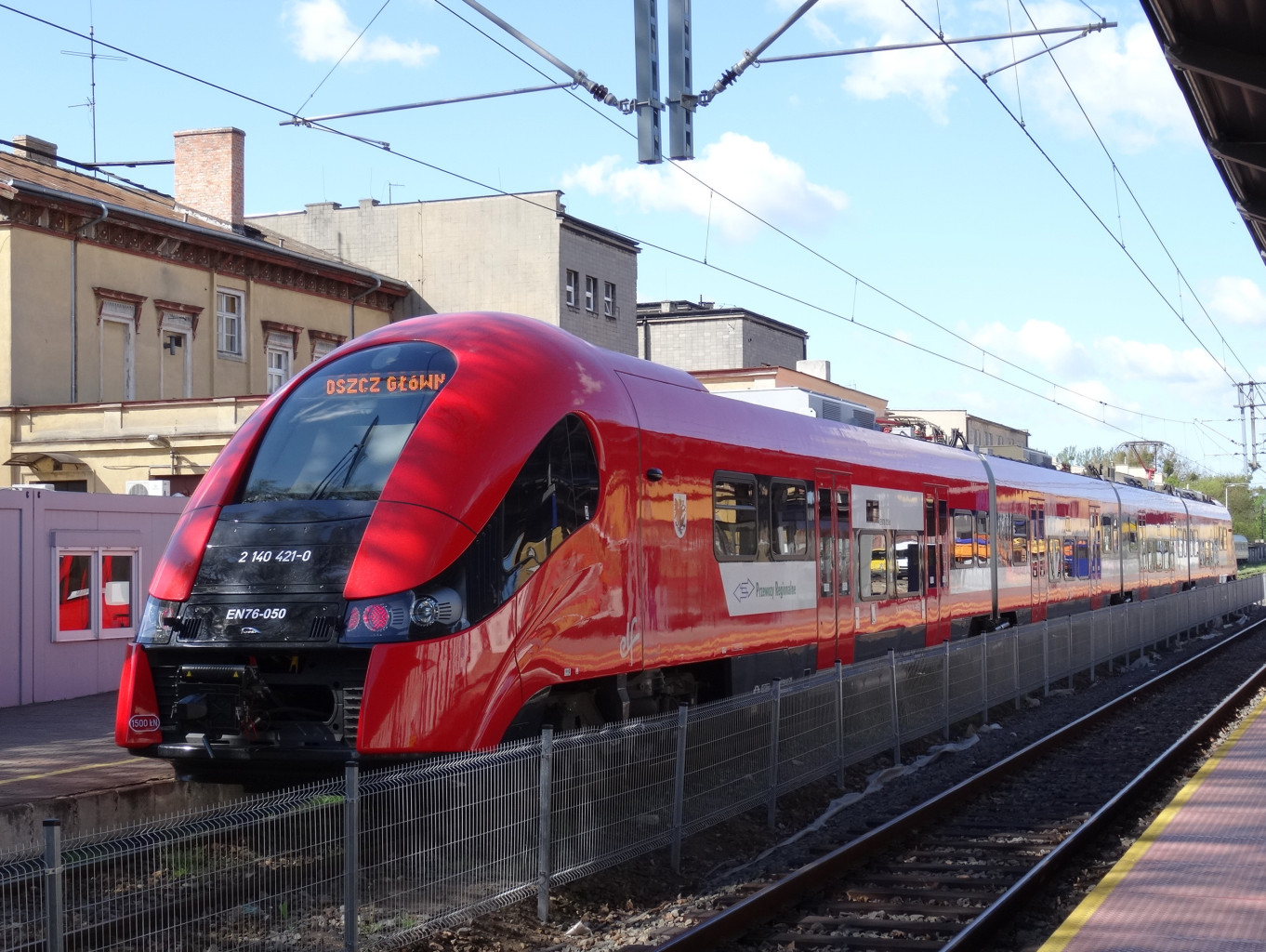
Skład Pesa Elf przy peronie

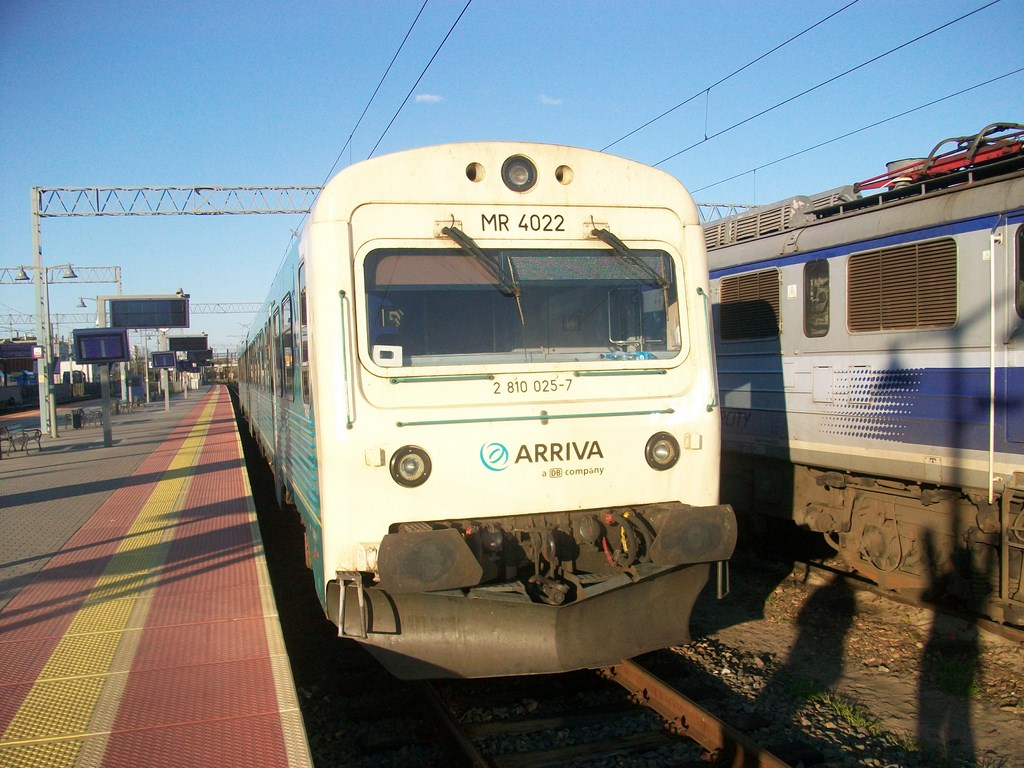
MR 4022 Arrivy przy peronie 3A

Przez stację przechodzą następujące linie kolejowe:
- 18 Kutno – Piła Główna (zelektryfikowana linia łącząca największe miasta województwa - Bydgoszcz i Toruń)
- 131 Chorzów Batory – Tczew (magistrala węglowa, jej stary przebieg odgałęzia się w Maksymilianowie i biegnie do Gdyni przez Kościerzynę)
- 356 Poznań Wschód – Bydgoszcz Główna (obecnie odcinek znajdujący się na terenie województwa kujawsko-pomorskiego czynny jest tylko dla ruchu towarowego)
- 745 Czyżkówko – Bydgoszcz Główna.

## Obiekty znajdujące się w okolicach stacji
- Fabryka taboru szynowego Pesa z zachowaną kuźnią z połowy XIX w.
- Budynek dawnej (do 2023) poczty dworcowej (Urząd Pocztowy Bydgoszcz 2), ul. Zygmunta Augusta 3a, modernistyczny z lat 1936-1937, powstał w miejscu Urzędu Ekspedycji Pocztowej z lat 1872-1875[31].
- Dawna zajezdnia tramwajowa na ul. Zygmunta Augusta, w 2007 przejęta przez Bydgoską Szkołę Wyższą, która zamierzała utworzyć tu kompleks budynków dydaktycznych, do czego jednak nie doszło; w 2016 przekształcona w park trampolin z zachowaniem zabytkowych elementów budynku i części torowisk[32], otwarty 14 lutego 2017[33]. Obok budynku w końcu listopada 2020 posadowiono poniemiecki tramwaj z Elbląga[34].
- Jedna z trzech okrągłych parowozowni systemu Schwedlera w kraju (obok Piły i Tczewa)[35], z lat 70. XIX wieku[36], do 1985 miejsce napraw tendrów, 4 marca 2014 wpisana do rejestru zabytków[37]. W maju 2014 na wniosek Pesy, zmierzającej do postawienia na jej miejscu nowej hali produkcyjnej, podjęto decyzję o jej rozebraniu i zrekonstruowaniu na terenie Exploseum[38]. W październiku 2014 obiekt rozebrano, nie ustalając przy tym lokalizacji, w jakiej miałby zostać zrekonstruowany[39]. 26 listopada 2014 elementy rozebranej hali przekazano miastu[40], które zamierzało odtworzyć obiekt na terenie po byłym centrum wystawienniczym w Myślęcinku, niedaleko stawu[41]. Obecnie elementy konstrukcyjne dawnej parowozowni znajdują się na zarządzanym przez drogowców placu przy ul. Witebskiej. W 2015 ze środków wojewódzkiego konserwatora zabytków wykonana została dokumentacja projektowo-kosztorysowa rekonstrukcji obiektu. Koszt odbudowy budynku bez instalacji oraz przyłączy mediów wg kosztorysów inwestorskich opracowanych w 2015 i aktualizowanych w 2018 r. wynosi 3,8 mln zł brutto. W 2018 planowano wykonanie kosztem 900 tys. zł fundamentów, murów, konstrukcji żelbetowych, słupów wewnętrznych, ale wniosek o dofinansowanie tych prac został odrzucony przez wojewódzkiego konserwatora zabytków ze względów formalnych[42].

Znajdująca się obok wieża ciśnień w kwietniu 2014 została przeznaczona do rozbiórki, która nastąpiła w maju 2014
- Suwnica kolejowa przy ul. Zygmunta Augusta, z ok. 1910 - jeden z ostatnich kolejowych dźwigów bramowych w Polsce. Wyprodukowana przez firmę H. Prollius Goerlitz prawdopodobnie na przełomie XIX i XX w. Elementy nośne zostały dostarczone przez Hutę „Burbach”. Dźwig służył do rozładunku i załadunku towarów (m.in. wagonów tramwajowych z Konstalu w latach 50 XX wieku, które następnie przeciągano po bruku ul. Zygmunta Augusta do pobliskiego toru tramwajowego) na wagony kolejowe. Prawdopodobnie w 2011 skradziono z niego tabliczki znamionowe z udźwigiem i nazwą producenta oraz tabliczki PKP z numerem inwentarzowym[44]. 24 października 2019 wpisana do rejestru zabytków[45][46].
- Parowóz wąskotorowy typu Borsig przy ul. Unii Lubelskiej[47].
- Przystanek autobusowy obsługujący linie dzienne i nocne oraz przystanek tramwajowy.
- Stacja ładowania samochodów elektrycznych, otwarta 29 lipca 2019[48].
- Stojący przez wiele lat na torach stacji Bydgoszcz Główna Towarowa wrak parowozu Ty42-149 17 listopada 2019 został wywieziony do Jarocina[49][50].

## Galeria

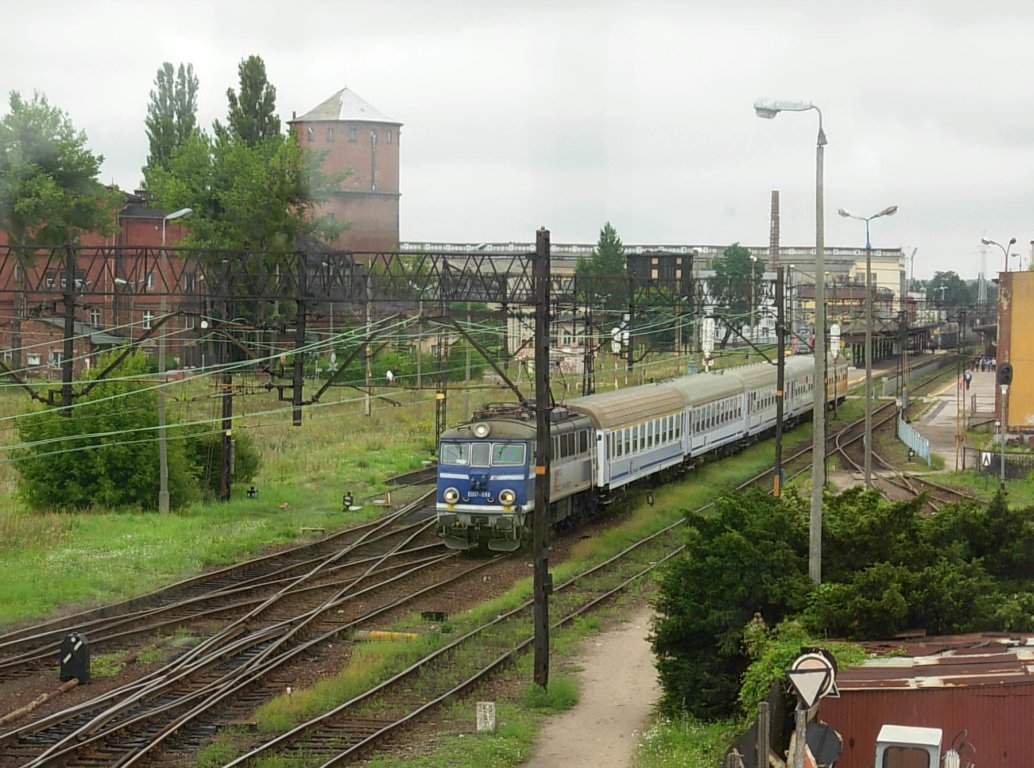
Widok z nastawni kolejowej
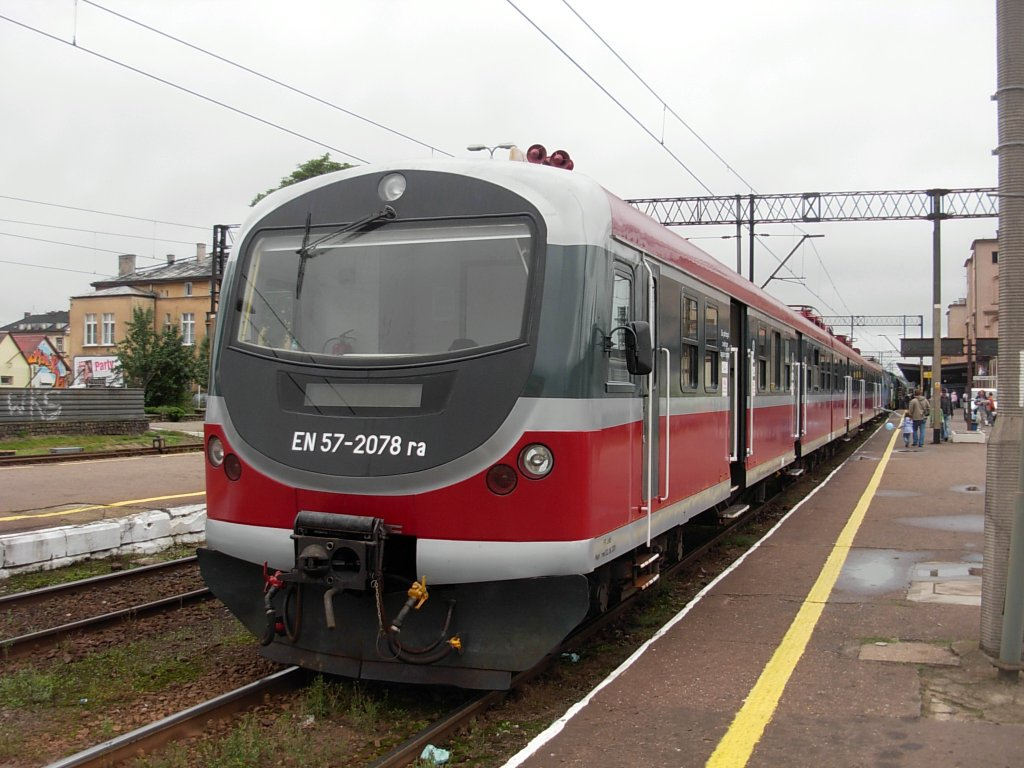
Skład pasażerski PR
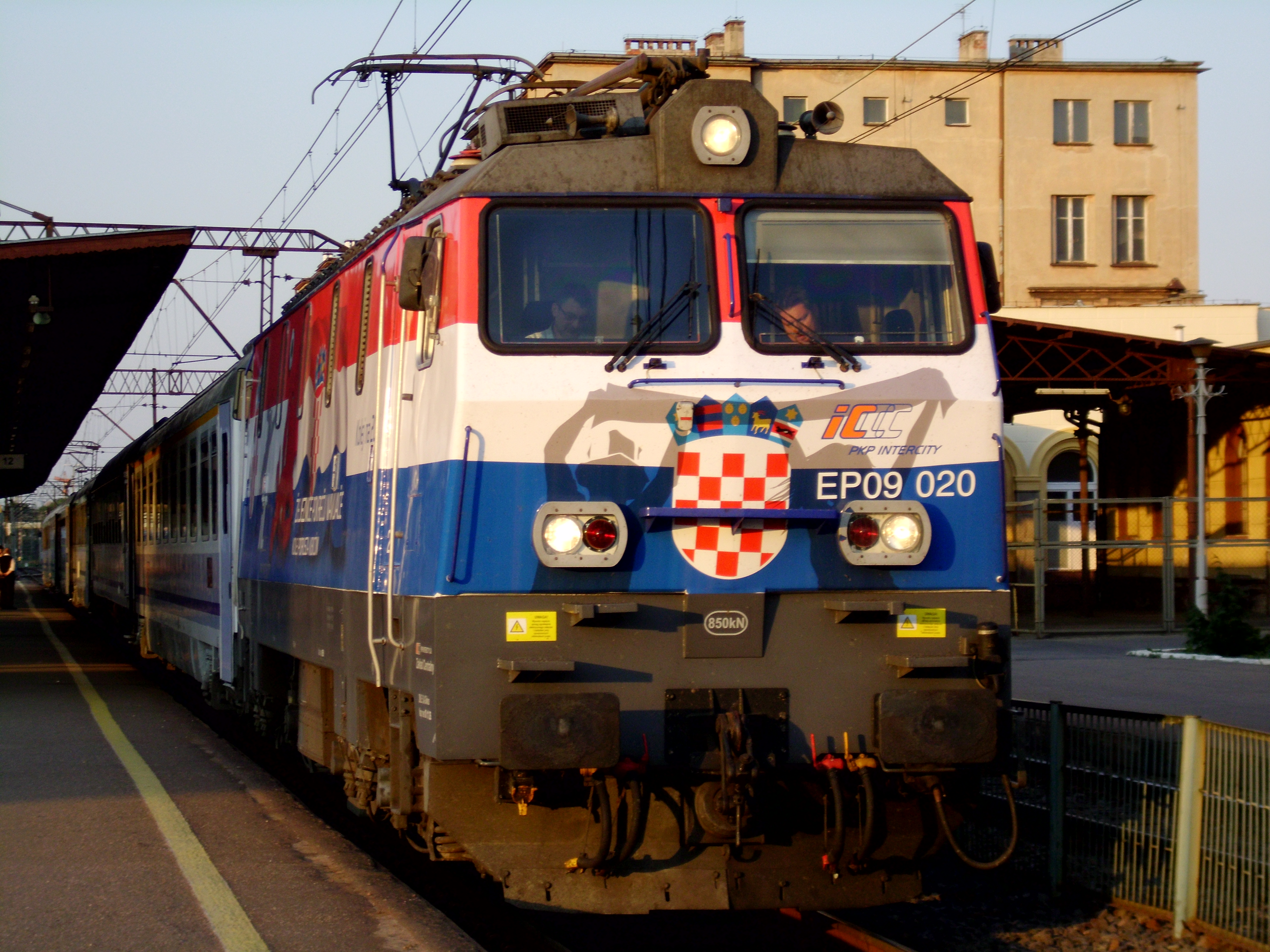
EP09-020 z TLK Neptun z Trójmiasta do Warszawy Wschodniej
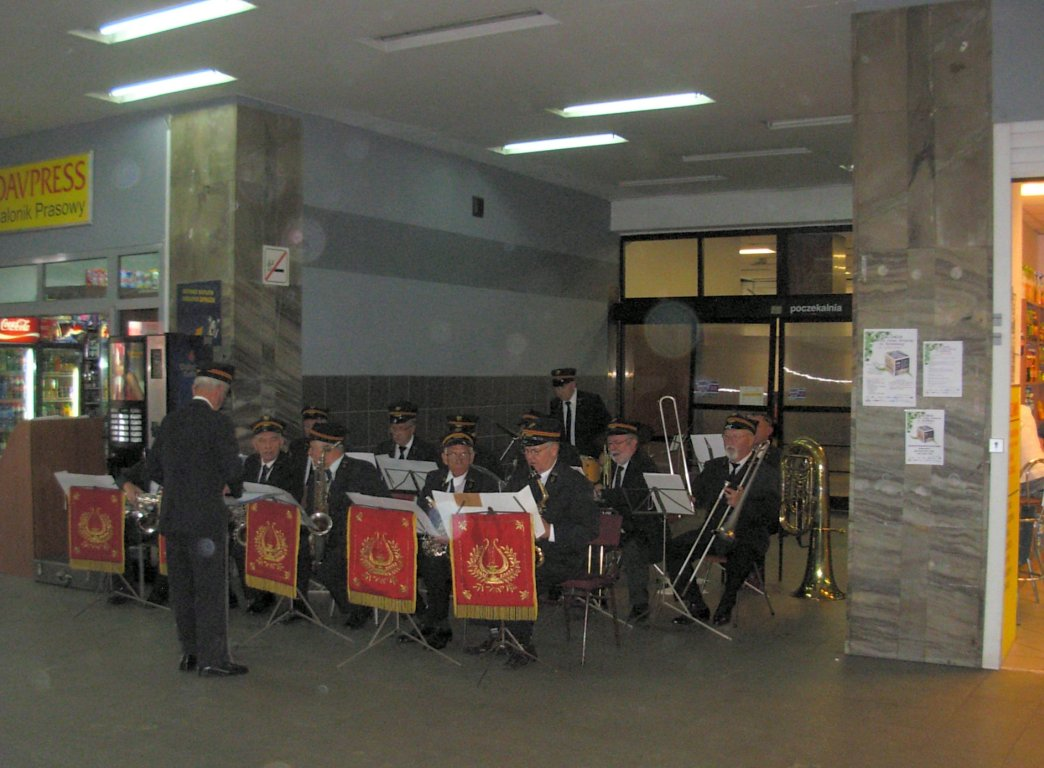
Koncert orkiestry kolejowej w holu między peronami 3 i 4 z okazji 160-lecia kolei w Bydgoszczy
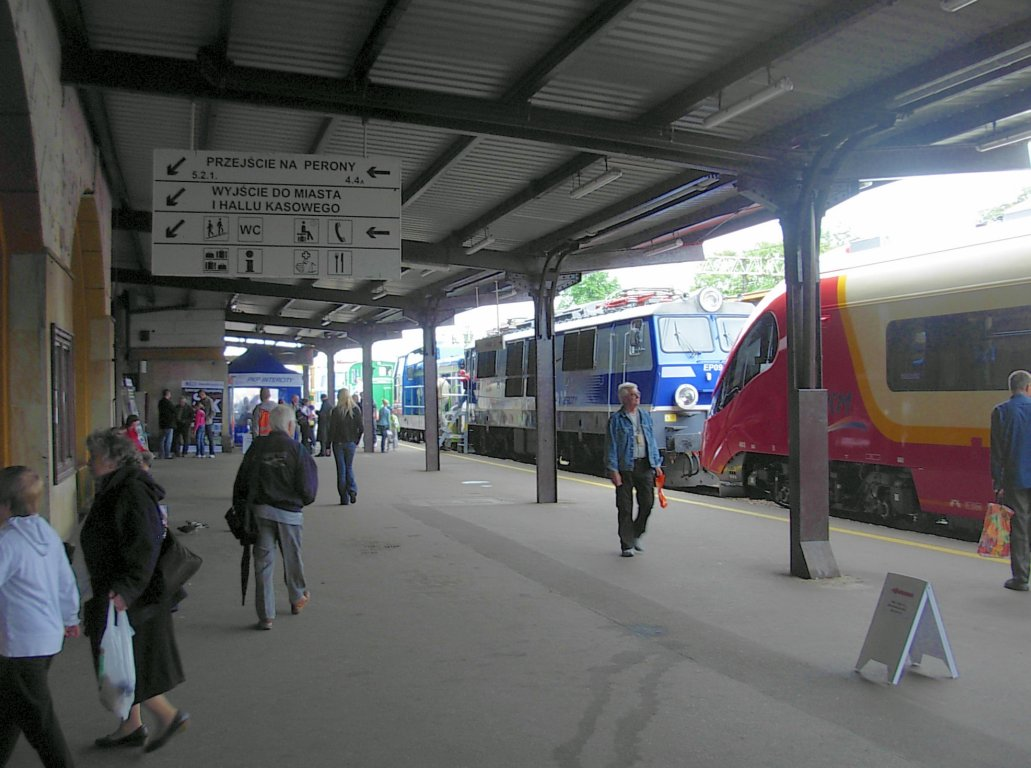
Peron 3, obok w latach 1979–2012 oraz od 2019 r. znajduje się Izba Tradycji Bydgoskich Dróg Żelaznych (W latach 2012–2019 znajdowało się na terenie dworca Bydgoszcz Wschód)
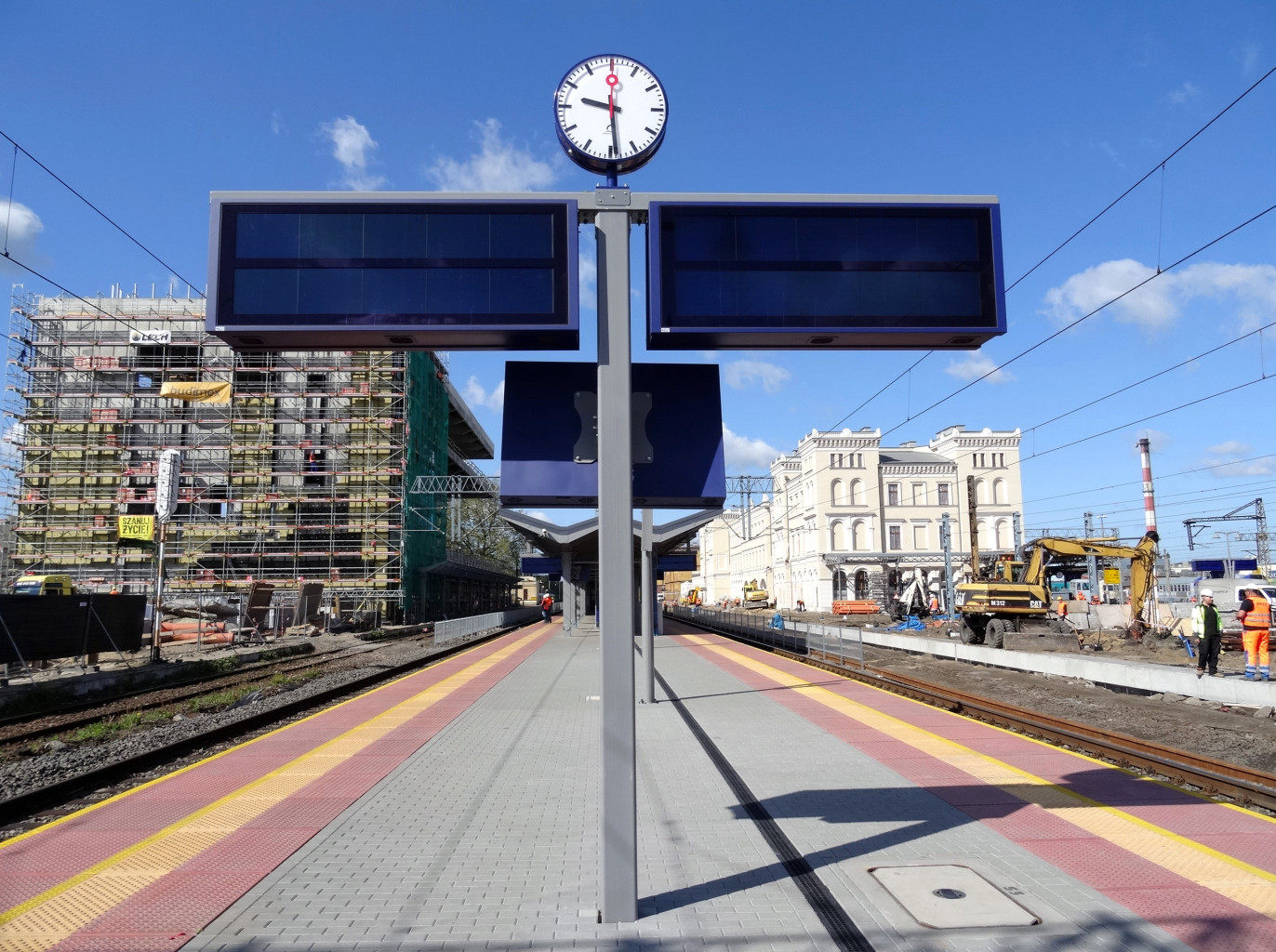
W trakcie przebudowy dworca w 2015 roku
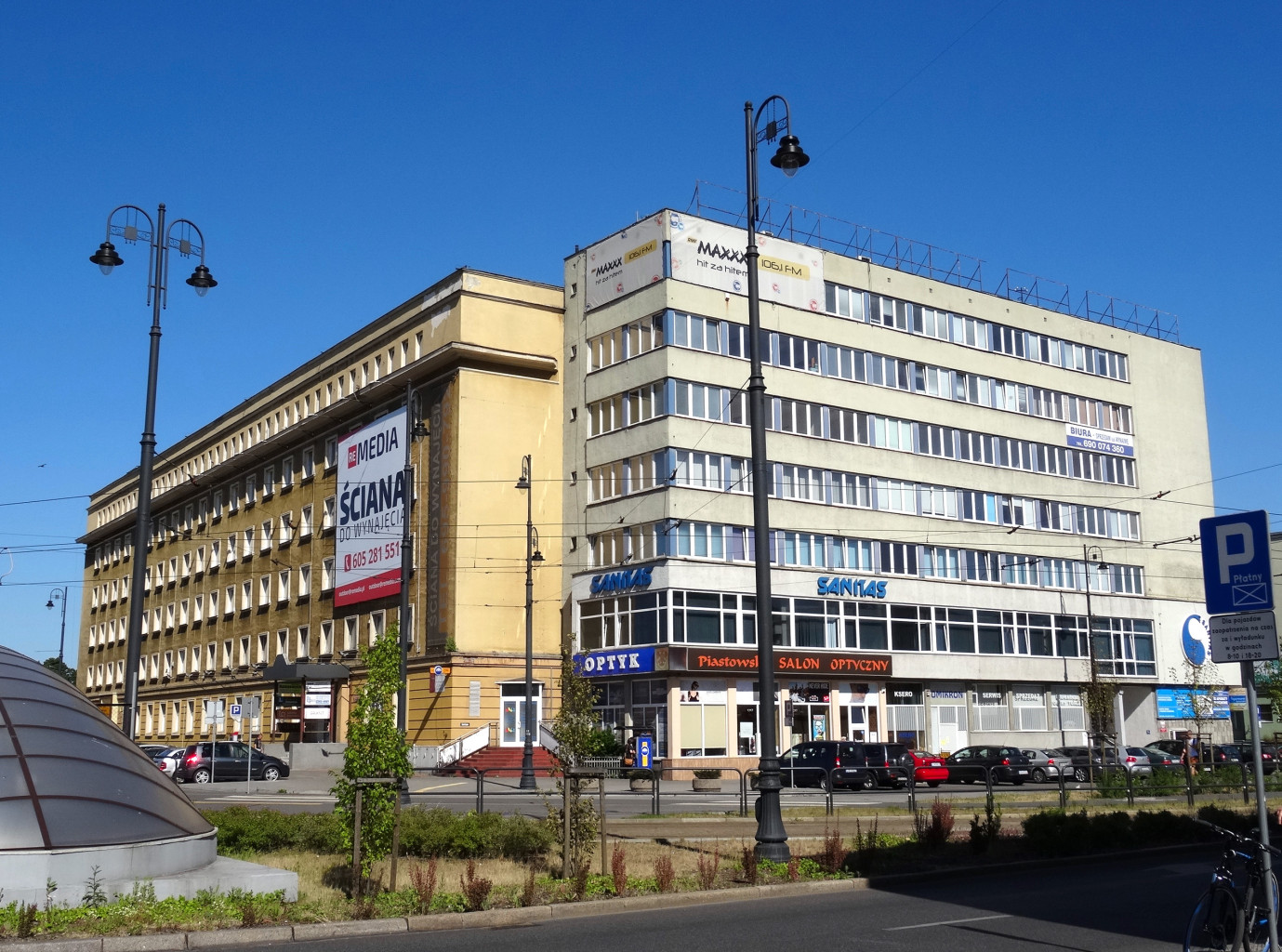
Biurowiec (w nim m.in. wydziały starostwa powiatu bydgoskiego) znajdujący się przed terminalem dworca